# Victòria Losada Gómez
Maria Victòria Losada Gómez (Terrassa, Vallès Occidental, 5 de març del 1991), més coneguda com a Victòria Losada o Vicky Losada, és una futbolista catalana que ocupa la posició de centrecampista, i que forma part del Brighton & Hove.

## Trajectòria
Victòria Losada va començar la seva carrera professional en el FC Barcelona sota el comandament de Xavi Llorens amb bones aparicions, i amb el pas del temps comença a jugar habitualment com a titular, fins que finalment es va consolidar el grup. Ja en la seva segona temporada, després de guanyar el RCD Espanyol va guanyar la Copa Catalunya del 2009, que fou el seu primer campionat. Després del 2012, després d'haver guanyat la Lliga l'any anterior, l'equip va començar la seva millor temporada i va guanyar la Copa Catalunya per quart any consecutiu davant el RCD Espanyol, i després van guanyar la Lliga a tan sols 2 punts del segon equip, l'Athletic Club. Finalment, al maig van obtenir la Copa de la Reina contra el CD Transportes Alcaine, de manera que van aconseguir el Triplet nacional.
Al febrer de 2014, el club va fer oficial el seu fitxatge per part del Western New York Flash estatunidenc, convertint-se així en la quarta espanyola en jugar a la Lliga Professional dels Estats Units. El seu últim partit com a blaugrana fou el 15 de març del 2014 a l'empat 1-1 amb el Llevant UE.
El 9 de juny del 2015 va esdevenir la primera jugadora de futbol femení en marcar un gol amb la selecció espanyola en un Mundial, el del Canadà, d'aquesta mateixa categoria esportiva.
La vallesana tornava al Barça Femení com un reforç de luxe iniciada la temporada 2016/17, després de finalitzar la seva vinculació de dos anys amb l'Arsenal, amb el qual va guanyar una FA WSL i una FA Women’s Cup. Des de la temporada 2018-2019 torna a ser primera capitana de l'equip, un rol que ja havia desenvolupat durant la campanya 2013-2014.
La temporada 2021/22 passa a ser jugadora del Manchester City de la lliga anglesa, amb el qual va guanyar una FA WSL.
L'1 de febrer de 2023 es va fer oficial el seu traspàs a l'A.S. Roma fins al juny del mateix any. Amb el club romà participa en el primer títol de lliga de l'entitat. A finals d'aquest mateix any, la jugadora deixa el club, per venciment del seu contracte.
El 16 de juliol de 2023, Losada va signar per Brighton & Hove Albion amb un acord a llarg termini. Va ser nomenada capitana del club el 23 de setembre de 2023.

### Gols com a internacional
| Data                  | Lloc                                                  | Rival      | Gol     | Resultat | Competició                          |
| --------------------- | ----------------------------------------------------- | ---------- | ------- | -------- | ----------------------------------- |
| 13 de febrer del 2014 | Estadi Las Gaunas, Espanya                            | Macedònia  | 4-0     | 12-0     | Classificació per al Mundial 2015   |
| 8 de maig del 2014    | A. Le Coq Arena, Estònia                              | Estònia    | 0-1 0-4 | 0-5      | Classificació per al mundial 2015   |
| 9 de juny del 2015    | Estadi Olímpic de Mont-real, Canadà                   | Costa Rica | 1-0     | 1-1      | Mundial 2015                        |
| 26 novembre 2015      | Tallaght Stadium, Dublín, República d'Irlanda         | Irlanda    | 0–1     | 0–3      | Classificació per a l'Eurocopa 2017 |
| 1 desembre 2015       | Estadi Nuevo Vivero, Badajoz                          | Portugal   | 1–0     | 2–0      | Classificació per a l'Eurocopa 2017 |
| 24 gener 2016         | Stadion pod Malim Brdom, Petrovac na moru, Montenegro | Montenegro | 0–1     | 0–7      | Classificació per a l'Eurocopa 2017 |
| 24 gener 2016         | Stadion pod Malim Brdom, Petrovac na moru, Montenegro | Montenegro | 0–4     | 0–7      | Classificació per a l'Eurocopa 2017 |
| 15 setembre 2016      | La Ciudad del Fútbol, Las Rozas de Madrid             | Montenegro | 11–0    | 13–0     | Classificació per a l'Eurocopa 2017 |
| 8 abril 2017          | Kehrwegstadion, Eupen                                 | Bèlgica    | 0–1     | 1–4      | Amistòs                             |
| 10 juny 2017          | Fernando Torres, Fuenlabrada                          | Brasil     | 1–0     | 1–2      | Amistòs                             |
| 30 juny 2017          | Pinatar Arena, San Pedro del Pinatar                  | Bèlgica    | 2–0     | 7–0      | Amistòs                             |
| 19 juliol 2017        | De Vijverberg, Doetinchem                             | Portugal   | 1–0     | 2–0      | Eurocopa 2017                       |

Ha disputat també tres partits amb la Selecció femenina de futbol de Catalunya, el darrer al 2017.

## Palmarès
- 10 Copes Catalunya de futbol femenina: 2007-08, 2009-10, 2010-11, 2011-12, 2012-13, 2014-15, 2016-17, 2017-18, 2018-19, 2019-20
- 6 Lligues espanyoles de futbol femenina: 2011-12, 2012-13, 2013-14, 2014-15, 2019-20 i 2020-21
- 6 Copes espanyoles de futbol femenina: 2010-11, 2012-13, 2016-17, 2017-18, 2019-20 i 2020-21
- 2 Women's FA Cup: 2015-16, 2021-22
- 1 Supercopa d'Espanya de futbol femenina: 2019-20
- 1 Lliga de Campions de la UEFA: 2020-21
- 1 Lliga italiana de futbol femení: 2022-23

Reconeixements individuals
- Equip de la temporada de la Professional Footballers' Association: 2015–2016[14]
- Premi al jugador de la temporada dels seguidors de l'Arsenal: 2016
- Equip de la temporada de la Lliga de Campions Femenina de la UEFA: 2018–19[15]